# Phytomyza camuna
Phytomyza camuna är en tvåvingeart som beskrevs av Suss och Moreschi 2005. Phytomyza camuna ingår i släktet Phytomyza och familjen minerarflugor.
Artens utbredningsområde är Italien. Inga underarter finns listade i Catalogue of Life.